# Перес, Фран (футболист)
Франсиско Перес Мартинес (исп. Francisco "Fran" Pérez Martínez; род. 9 сентября 2002, Валенсия) — испанский футболист, вингер клуба «Валенсия».
Отец Переса — бывший испанский футболист Франсиско Руфете.

## Клубная карьера
Перес — воспитанник клубов «Лакросс Бабель» и «Валенсия». 29 августа 2022 года в матче против «Атлетико Мадрид» он дебютировал в Ла Лиге. 